# Sammy Davis (Rennfahrer)

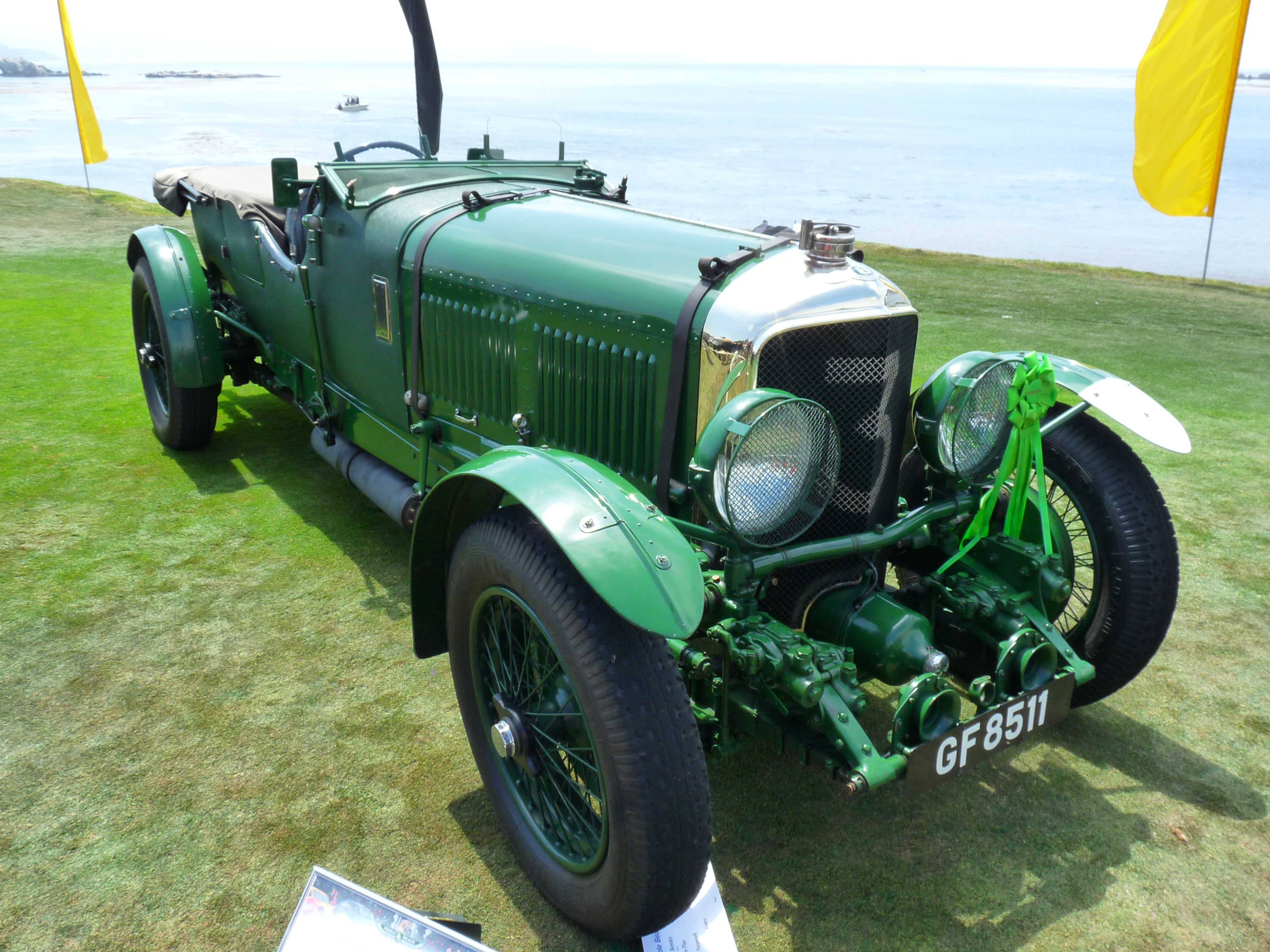
Der Bentley Speed Six mit dem Davis gemeinsam mit Clive Dunfee beim 24-Stunden-Rennen von Le Mans 1930 am Start war

Sydney Charles Houghton „Sammy“ Davis (* 9. Januar 1887 in London; † 9. Januar 1981 in Guildford) war ein britischer Motorsportjournalist und Autorennfahrer.

## Karriere
Sammy Davis, der in Großbritannien vor allem durch seine Publikationen einer breiteren Öffentlichkeit bekannt wurde, war auch ein hervorragender Rennfahrer. Als Mitglied der legendären Bentley Boys kam er in den 1920er Jahren zu einigen Rennsiegen. Seine größten Erfolge erzielte er bei den 24 Stunden von Le Mans. Schon 1925, bei seinem ersten Antreten an der Sarthe, schaffte er mit seinem französischen Partner Jean Chassagne auf einem Sunbeam Sport Le Mans den zweiten Gesamtrang. Zwei Jahre später, schon als Mitglied der Bentley-Werksmannschaft, sicherte er sich gemeinsam mit Dudley Benjafield den Gesamtsieg. Davis fuhr insgesamt sechsmal in Le Mans. Zu den beiden Podestplätzen kam 1928 noch ein neunter und 1933, bei seinem letzten Auftritt, ein siebter Rang in der Gesamtwertung.
Davis war eines der Gründungsmitglieder des Vintage Car Clubs von Großbritannien und wurde 1935 zum Vizepräsidenten des Aston Martin Owner Clubs gewählt.
Sein Sohn Colin Davis wurde ebenfalls Rennfahrer.

## Statistik

### Le-Mans-Ergebnisse
| Jahr | Team                              | Fahrzeug                     | Teamkollege            | Platzierung            | Ausfallgrund |
| ---- | --------------------------------- | ---------------------------- | ---------------------- | ---------------------- | ------------ |
| 1925 | Sunbeam Motor Company             | Sunbeam 3 Litre Super Sports | Jean Chassagne         | Rang 2 und Klassensieg |              |
| 1926 | Bentley Motors Ltd.               | Bentley 3 Litre Speed Model  | Dudley Benjafield      | Ausfall                | Unfall       |
| 1927 | Bentley Motors Ltd.               | Bentley 3 Litre Super Sport  | Dudley Benjafield      | Gesamtsieg             |              |
| 1928 | Alvis Car and Engineering Company | Alvis FA12/50                | William Urquhart-Dykes | Rang 9                 |              |
| 1930 | Bentley Motors Ltd.               | Bentley Speed Six            | Clive Dunfee           | Ausfall                | Unfall       |
| 1933 | Aston Martin Ltd.                 | Aston Martin 1½ Le Mans      | Augustus Bertelli      | Rang 7                 |              |